# Sportkommunikátor
A sportkommunikátor olyan, sportra szakosodott médiamenedzser, akinek feladatai közé tartozik az állampolgárok sporttevékenységének szervezése, amelyhez anyagi hátteret is biztosít. A kultúrának azzal a részével foglalkozik, amely magában foglalja a verseny- és a szabadidősportot is.
A sportkommunikátor végzi a nyomtatott és az elektronikus sajtóval kapcsolatos feladatokat is, esetleg kéziratot készít, és elvégzi a nyomdai előkészítést. Rádiós és televíziós sporteseményeket közvetít, kommentál; riportokat, összefoglalókat készít a helyszínről.
Ő szervezi és menedzseli a sporttal kapcsolatos szervezetek, egyesületek kommunikációját. Követi a hazai és a nemzetközi sportélet eseményeit, azokat közvetíteni tudja. Hivatásszerűen népszerűsíti a sportot és az egészséges életmódot.
A sportújságírók és sportkommunikátorok a nyomda-, könyv- és lapkiadó jellegű foglalkozások körébe, azon belül is az újságírók és a turisztikai szakemberek foglalkozási szakmacsoportjába tartoznak. Az írott vagy elektronikus sajtóban helyezkedhetnek el, sporttal kapcsolatos területeken.
Munkanapjuk rendkívül változatos és rugalmas, hiszen az aktuális sporteseményektől függ a munkájuk. Sok esetben egy-egy kiválasztott sportágra szakosodnak.
A sportkommunikátorok két korcsoportra oszthatók: a 45-54 évesekre és a fiatal, 25-34-éves generációra. Népszerű pálya a fiatalok körében.
Néhány iskola, ahol van sportkommunikátor-képzés:
- Dunaújvárosi Egyetem
- Eszterházy Károly Főiskola
- Kaposvári Egyetem
- Kölcsey Ferenc Református Tanítóképző Főiskola
- Nyíregyházi Egyetem
- Pécsi Tudományegyetem
- Szegedi Tudományegyetem